# Metróállomás

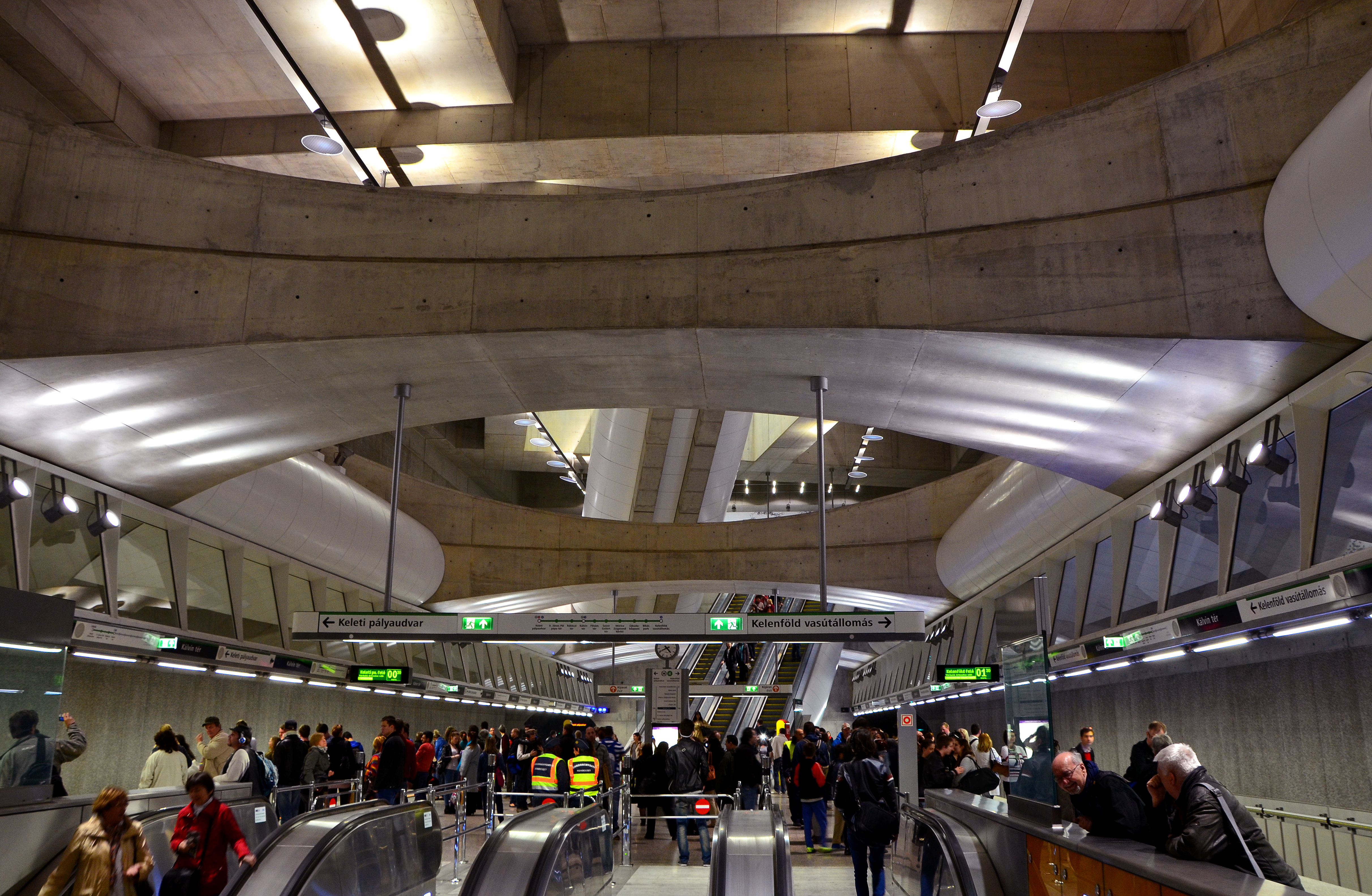
A budapesti 4-es metró állomása

A metróállomás olyan speciális vasútállomás, mely a metróhálózatokat szolgálja ki, emiatt általában nagy utasforgalomra méretezett és a beszállást meggyorsító magas peronnal épül ki. Általában tartozik hozzá jegypénztár vagy jegyautomata és néhány utasokat kiszolgáló kisebb bolt vagy üzlet (kávézó, dohánybolt, újságos…) is. A sűrűn közlekedő szerelvények, továbbá a sok utas miatt a sínek szintben nem keresztezhetőek.
A metróállomások nagyvárosok nagy utasforgalmú közterületein találhatóak, általában a föld alatt, de előfordulhatnak a föld felszínén vagy az utca szintjétől magasabban is. Legtöbbször más tömegközlekedési eszközökre is átszállhatunk a közelben.
A föld alatt épült állomások gyakran csatlakoznak a városi aluljárórendszerhez is, így több irányból, kényelmesen, az autóforgalmat nem keresztezve megközelíthetőek.
Teherforgalom leggyakrabban nincs rajtuk, de néhány társaságnál előfordul postát vagy éppen pénzt szállító szerelvény.
A föld alatti állomások egyben óvóhelyként is szolgálnak háború esetén.

## Automata üzem
Az automata üzemű metróknál a peronokra önműködő tolóajtókat is építenek, melyek csak akkor nyílnak ki, ha a szerelvény megállt az állomáson.

## Építészet

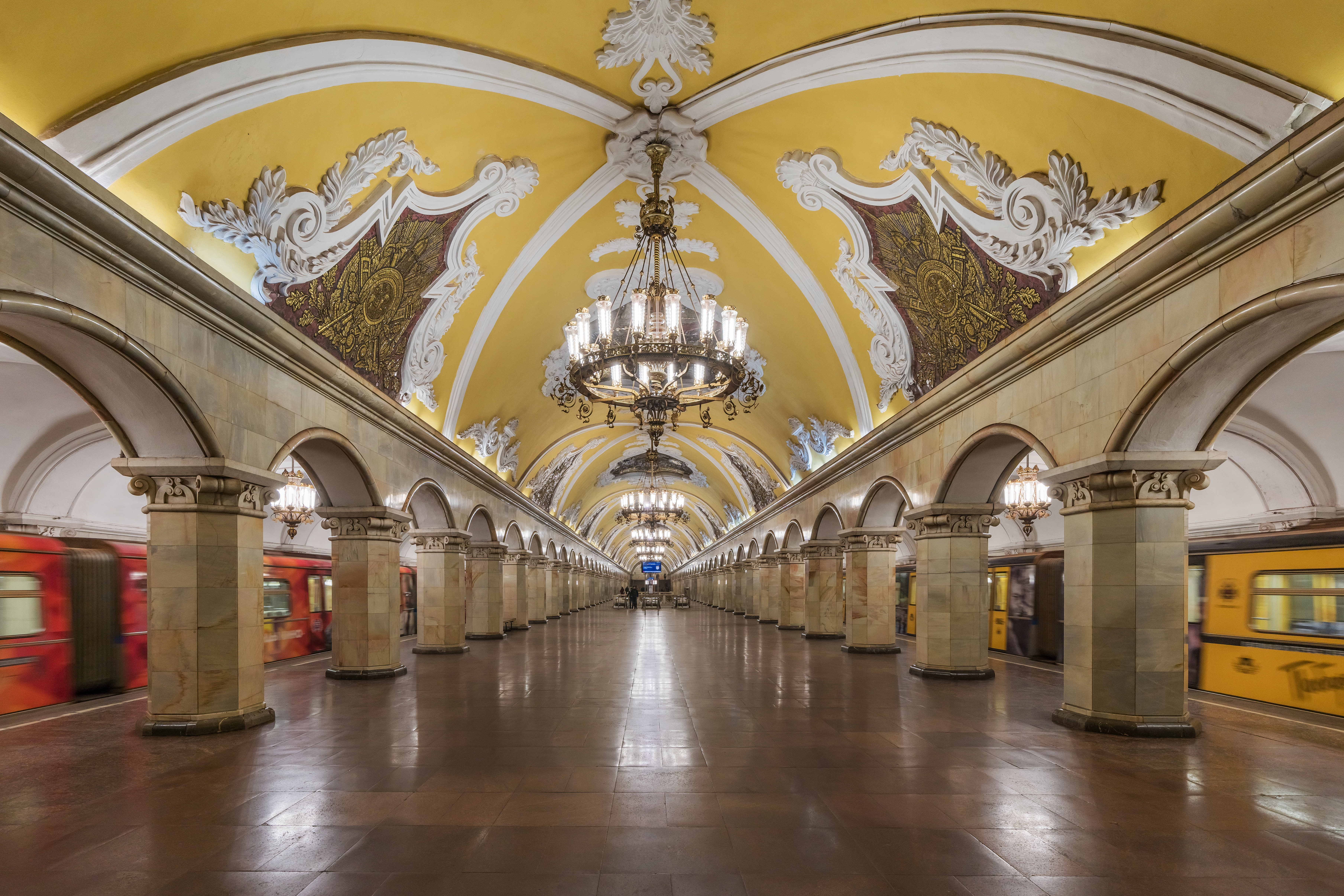
A moszkvai metró egyik állomása

Néhány nagyváros a metróval és állomásaival a gazdagságát is megpróbálja kifejezni, emiatt az állomások egyediek és építészeti remekművek. Híres a metróállomásairól a moszkvai, a prágai és a müncheni metró. A párizsi metró állomásai egységes megjelenésűek, így a párizsi inkább az egységes stílusról nevezetes.
Néhány állomás bejegyzett műemlék.
Egyes állomások építészeti kialakításukkal utalnak a közelben található nevezetességre is:
- Münchenben az állatkert közelében található Thalkirchen nevű állomást és a hozzá vezető aluljáró falát hatalmas állatfestmények borítják;
- Párizsban a Louvre közelében található állomás már maga is egy múzeum benyomását kelti.

## Rekordok
- A legnagyobb és legkomplexebb metróállomás a Párizsban található Châtelet-Les Halles metróállomás. Itt több metróvonal is összefut, továbbá átszállási lehetőség van a RER-re is.[1]
- Az utca szintjétől a legmagasabban fekvő metróállomás a New York Cityben található Smith–Ninth Streets állomás[2]
- A legészakibb metróállomás a finnországi Helsinkiben található Mellunmäki metróállomás[3]
- a kijevi Arszenalna metróállomás az utca szintjéhez viszonyítva a legmélyebben fekvő metróállomás a világon, 105,5 méter mélyen található[4][5][6]